# Elatostema densistriolatum
Elatostema densistriolatum es una especie de planta del género Elatostema, perteneciente a la familia Urticaceae.

## Taxonomía
Elatostema densistriolatum fue descrita por Wen Tsai Wang y Z. Y. Wu en 2011.

## Distribución
Se encuentra en el territorio centro-sur de China.